# Sant Domènec de Cotlliure
Sant Domènec de Cotlliure, popularment Sant Domingo, és l'església de l'antic monestir dominicà de la vila de Cotlliure, a la comarca del Rosselló, de la Catalunya del Nord.
Està situada a l'extrem de llevant del Raval de Cotlliure, a la zona del Port d'Avall.

## Història

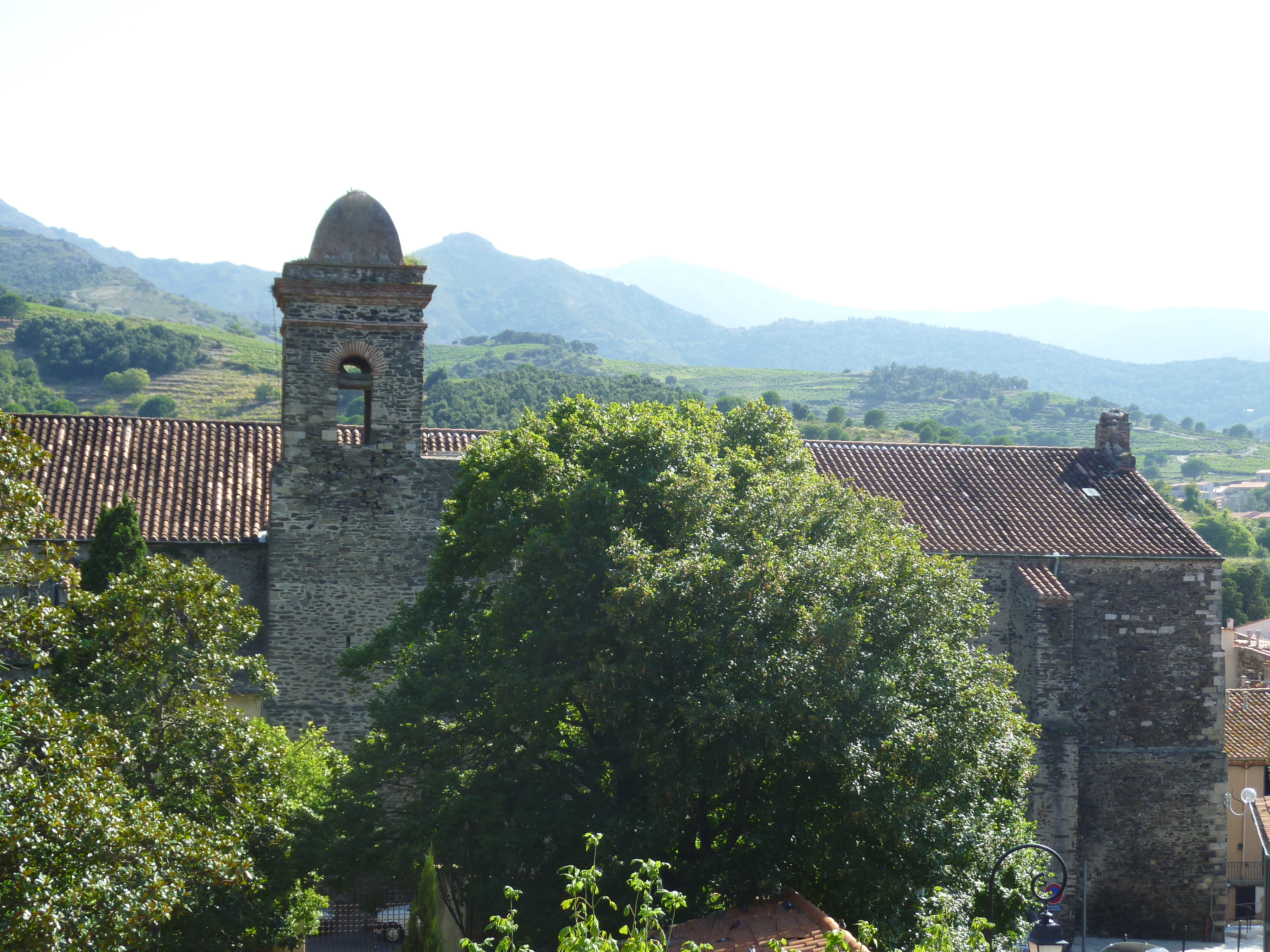
El convent, des de llevant

Fundat per Guillem de Puig-orfila el 1275, fou convent dominicà del 1290 al 1791, moment en què fou venut, a ran de la Revolució Francesa. És un bell edifici dels segles xiii i xiv.

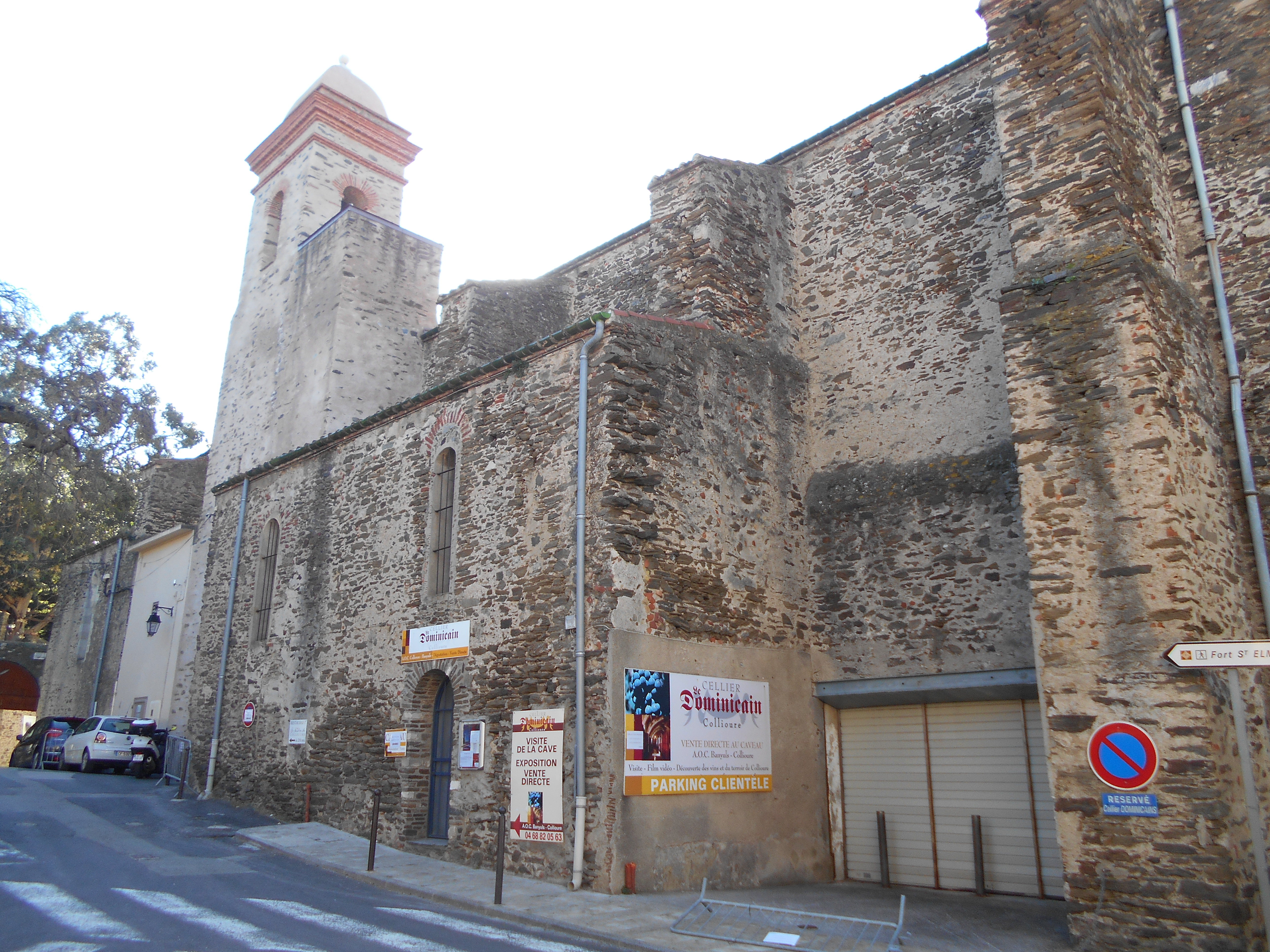
Façana oriental de l'església

Després del 1791 l'església es convertí en arsenal, i després en celler cooperatiu, funció que encara desenvolupa. El claustre fou en part esquarterat i venut: un tros es conserva en una propietat privada a Anglet, al Lapurdi. El rei Sanç de Mallorca s'hi havia casat el 1304.

## L'edifici

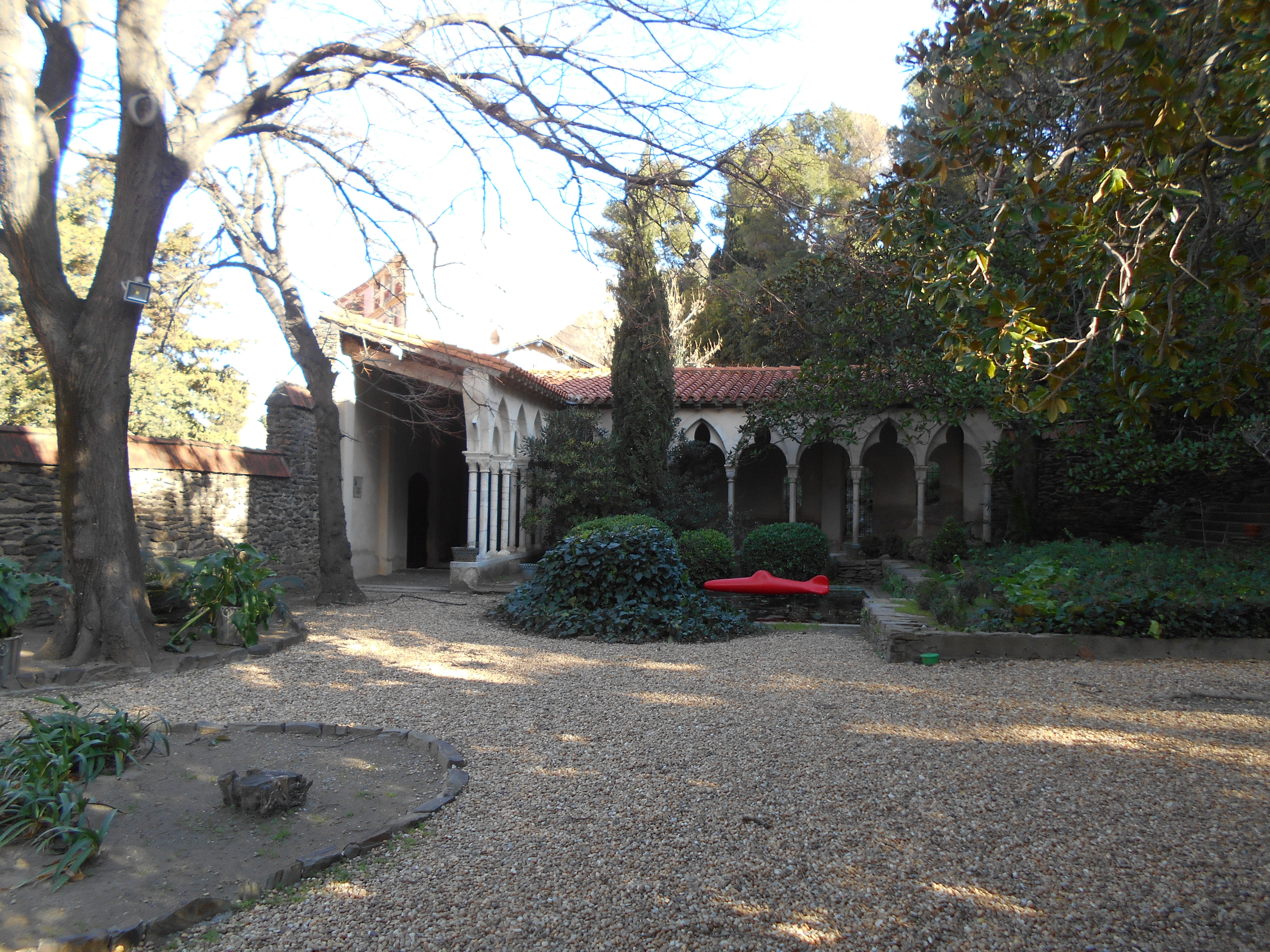
Restes del claustre

L'església és d'una sola nau, ampla i esvelta. Al costat de la porta principal es conserven dues de les arcades ogivals dels antics nínxols del cementiri, a l'estil del cementiri de la catedral de Sant Joan Baptista de Perpinyà, el Campo Santo.